# Quando sei nato non puoi più nasconderti
Quando sei nato non puoi più nasconderti è un film del 2005 diretto da Marco Tullio Giordana, liberamente ispirato al romanzo omonimo del 2003 di Maria Pace Ottieri.

## Contenuti
Il titolo del film è la traduzione italiana di un'espressione africana sentita dal protagonista Sandro da un migrante incontrato nella sua città. Il detto vuole significare che la stessa nascita segna il passaggio ad una vita difficile che devi affrontare con le tue forze e a cui non puoi sfuggire nascondendoti, evitando di fare le tue scelte.
Il film, che tratta il problema dell'immigrazione clandestina, è stato presentato in concorso al 58º Festival di Cannes.
A proposito di questa opera, il regista Marco Tullio Giordana ha dichiarato: «Volevo raccontare con gli occhi ancora innocenti e perfino riconoscenti di un bambino che è stato salvato da loro chi sono questi migranti. Sandro scopre che sono molto simili a lui, che sono governati dagli stessi sentimenti, che può nascere l'amicizia, l'amore, il bisogno l'uno dell'altro, in modo assolutamente sincero».

## Trama
Una famiglia bresciana benestante, non particolarmente chiusa alla realtà dei migranti ma in realtà lontana dai problemi sociali dell'emigrazione, viene sconvolta da quello che succede al figlio dodicenne Sandro: durante una crociera in barca con il padre, Sandro cade in mare e viene raccolto da un barcone di immigrati clandestini. Corre il rischio di essere identificato dagli scafisti come un ricco italiano e quindi di essere sequestrato per un riscatto. Sarà il clandestino rumeno Radu a salvarlo facendolo passare per un orfano kurdo. Sandro deve cavarsela con le sue forze in una realtà a lui sconosciuta, in una situazione molto diversa da quella in cui abitualmente vive.
Questa disavventura si risolve felicemente per Sandro, che ritorna sano e salvo dalla sua famiglia e ormai più maturo per l'esperienza che ha vissuto. Ha avuto modo di vedere le disperate condizioni dei clandestini, le morti in mare di coloro che non hanno resistito alle privazioni della lunga navigazione, la crudeltà e il cinismo degli scafisti senza scrupoli che spesso abbandonano in mare i migranti e le dure condizioni dei centri di accoglienza.
Sandro è affezionato particolarmente ad Alina. Quando lei e suo fratello si presentano in tarda serata a casa di Sandro, sia quest'ultimo che i suoi genitori li accolgono benevolmente. Il padre di Sandro, però, dice ai due che li ospiterà solo per quella notte, poiché essi sono clandestini. Mentre Sandro e i suoi genitori dormono, Radu e Alina rubano soldi e gioielli e scappano via.
Sandro inizialmente è molto deluso dal comportamento veramente inaspettato dei due rumeni, ma dopo qualche giorno, riflettendo, capisce, al contrario dei genitori molto superficiali, che vi erano problemi non facili da risolvere. Così, dopo una telefonata d'aiuto ricevuta da Milano da parte di Alina, decide di cercarla senza avvertire i genitori. Troverà Alina in un grande edificio abbandonato dove vive la varia umanità dei clandestini. Scoprirà che Radu non è il fratello di Alina ma il suo protettore che la costringe a prostituirsi.

## Critica
La critica cinematografica si è divisa nell'esprimere il suo giudizio sul film, principalmente sul modo con cui il regista analizza sociologicamente e politicamente il fenomeno dell'emigrazione clandestina.
Lo stesso regista dichiarava di non aver a bella posta voluto affrontare il problema pronunciandone un giudizio netto, né tantomeno di offrirne una soluzione, ma piuttosto di delinearne i contorni, mettendone in rilievo gli aspetti ambigui attraverso gli occhi ingenui del protagonista.
Se alcuni critici, come Morando Morandini, hanno parlato di un film riuscito dalla struttura solida e coerente, altri offrono un giudizio meno positivo, come Valerio Caprara, che considera il film «un prodotto tipicamente (colpevolmente?) medio»: pur riconoscendo la giustezza di non aver voluto definire sociologicamente e politicamente il problema dell'emigrazione, lasciando «il discorso (più grande del film) ragionevolmente, pudicamente aperto», gli rimprovera di aver rappresentato superficialmente «un "mini romanzo" di formazione» senza «uno sguardo antropologico più maturo e incisivo, un'interpretazione linguistica ardita, uno slancio di prospettiva che vada al di là del "sicuro" procedimento da sceneggiato TV».
Altri critici, come Paolo D'Agostini, richiamando il romanzo «Capitani coraggiosi di Rudyard Kipling da cui vengono la caduta in mare e il salvataggio del bambino ricco da parte di un'umanità ruvida, che gli disvela nuovi orizzonti», lo giudicano un film apprezzabile nelle scene più avventurose e drammatiche del protagonista.
Infine Piera Detassis sembra ribaltare le accuse rivolte al regista di non aver voluto impegnarsi politicamente, giudicando invece la sua opera «una riflessione forte, senza partito preso, sul Nord industriale e risentito del Paese, i sensi di colpa e il razzismo inconsapevole. Quel fastidio rabbioso e politico che non è necessariamente intolleranza, ma il frutto di paure reali, difficili da liquidare, sembra dire Giordana, con l'ottimismo della volontà»

## Riconoscimenti
- Nastri d'argento 2006: miglior produttore